# Lufia: Curse of the Sinistrals
Lufia: Curse of the Sinistrals è un videogioco di ruolo sviluppato da Neverland per Nintendo DS appartenente alla serie Lufia. Pubblicato nel 2010 in Giappone da Square Enix con il titolo Estpolis: The Lands Cursed by the Gods, il gioco riprende la trama di Lufia II: Rise of the Sinistrals sebbene introduca modifiche alla storia e al gameplay del capitolo distribuito per Super Nintendo Entertainment System.